# Weston Price
Weston Andrew Valleau Price (6 de septiembre de 1870 – 23 de enero de 1948) fue un Doctor en Odontología canadiense, conocido principalmente por sus teorías sobre la relación entre la nutrición, salud dental, y salud física. Fundó el instituto de investigación llamado el "National Dental Association" (Asociación Nacional de Dentistas), que se convirtió en el área de investigaciones de la "American Dental Association" (Asociación Americana de Dentistas), fue su líder desde 1914 hasta 1928.
Price inicialmente realizó investigaciones dentales sobre la relación entre la endodoncia, dientes sin pulpa dentaria y enfermedades sistémicas, conocido como la teoría de la infección focal, la cual resultó en muchas extracciones de dientes y amígdalas. La teoría de la infección focal fue desfavorecida en el año 1930 y marginalizada en la odontología en los años 50.
En el año 1930, Price había cambiado sus intereses al tema de la nutrición. En el año 1939 publicó la obra "Nutrition and Physical Degeneration" (Nutrición y Degeneración Física),, detallando sus viajes alrededor del mundo donde estudiaba la dieta y nutrición de varias culturas. El libro concluye que aspectos de una dieta moderna occidental (particularmente la harina, azúcar y grasa vegetal procesada) causa deficiencias nutricionales que son la razón del surgimiento de muchos problemas dentales y de salud. Los problemas dentales que observó incluyen el desarrollo apropiado de la estructura facial, lo cual hace que los dientes no se amontonen, y las caries. Su trabajo tuvo una recepción mixta, y continúa siendo citado hoy en día por personas que proponen muchas teorías diferentes, entre estas, teorías controvertidas sobre la nutrición y la odontología.
Nació en Ontario, Canadá, el 6 de septiembre de 1870. Se graduó de la escuela de odontología de la Universidad de Míchigan en 1893 y comenzó su práctica en Dakota del Norte. Se mudó a Cleveland, Ohio ese mismo año.